# جيمس مان
جيمس مان (بالإنجليزية: James Robert Mann)‏ هو محامي وضابط وسياسي أمريكي، ولد في 27 أبريل 1920 في الولايات المتحدة، وتوفي في 20 ديسمبر 2010 في نفس البلد. حزبياً، نشط في الحزب الديمقراطي. وقد انتخب عضو مجلس نواب كارولاينا الجنوبية وانتخب عضو مجلس النواب الأمريكي.